# Diplôme d'études en langue française

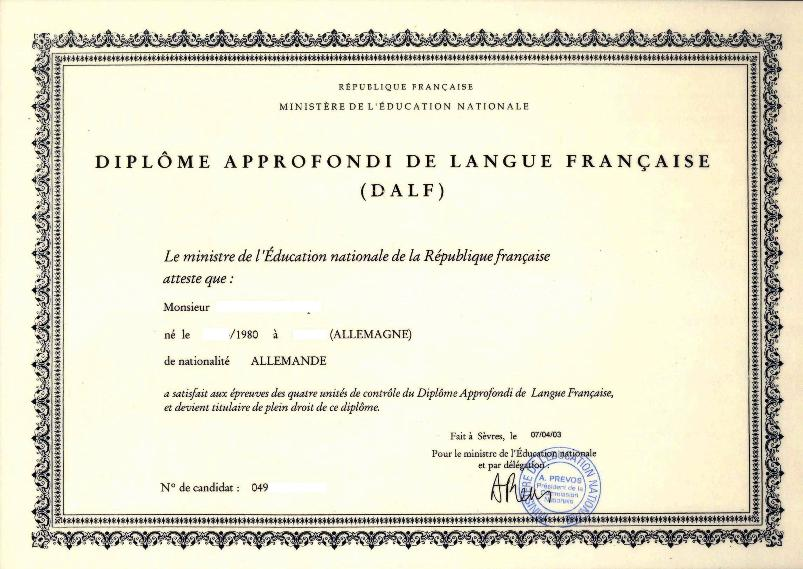

Il DELF (Diplôme d'études en langue française) è un diploma rilasciato dal Ministère de l'Education nationale che attesta la conoscenza della lingua francese come lingua straniera nei livelli A1, A2, B1, B2 del quadro comune europeo di riferimento per la conoscenza delle lingue. I livelli successivi (C1, C2) sono certificati dal DALF. Il rilascio dei diplomi DELF - DALF è amministrato dal C.I.E.P. (Centre international d'études pédagogiques) che gestisce la rete di circa 1000 centri autorizzati nei 154 paesi in cui il DELF è riconosciuto come certificazione ufficiale. Gli esami del DELF sono articolati in 4 prove che verificano le 4 competenze: comprensione scritta, produzione scritta, comprensione orale e produzione orale. Ciascuna prova è valutata in venticinquesimi e il punteggio massimo raggiungibile è di 100. Per superare l'esame è necessario che il candidato abbia ottenuto un punteggio di almeno 50/100 e un punteggio minimo di 5/25 per ogni prova. A seconda dell'età e dell'interesse il candidato può scegliere la versione DELF alla quale iscriversi:
- versione adulti (Tous Publics): questa versione è destinata a tutti i candidati adulti che vogliano certificare la loro conoscenza della lingua francese;
- versione professionale (DELF Pro): il DELF Pro valuta le competenze di ciascun candidato in situazioni di ambito lavorativo e professionale;
- versione "Prim": il DELF prim è destinato ai bambini della scuola elementare che hanno tra 8 e 12 anni. I temi affrontati sono adatti ai loro interessi e corrisponde ai livelli A1.1, A1 e A2 del QCER;
- versione junior/scolaire: tale versione è destinata, per i suoi temi e contenuti, agli studenti della scuola media e superiore. La struttura e la validità delle prove "tous publics" e "scolaire" è la stessa: tra le due versioni cambiano solo i contenuti, che nella versione "scolaire" sono adattati tenendo conto degli interessi del pubblico adolescente al quale sono destinati.

## Durata delle prove
| Esame   | Comprensione orale | Comprensione scritta | Produzione scritta | Produzione orale              | Totale  |
| ------- | ------------------ | -------------------- | ------------------ | ----------------------------- | ------- |
| DELF A1 | 20 min             | 30 min               | 30 min             | 5–7 min + 10 min preparazione | 100 min |
| DELF A2 | 25 min             | 30 min               | 45 min             | 6–8 min + 10 min preparazione | 120 min |
| DELF B1 | 25 min             | 35 min               | 45 min             | 15 min + 10 min preparazione  | 130 min |
| DELF B2 | 30 min             | 60 min               | 60 min             | 20 min + 30 min preparazione  | 200 min |